# Bieltir
Bieltir (ros. Бельтир) – wieś w Rosji, w Republice Ałtaju, w rejonie kosz-agackim. W 2010 liczyła 363 mieszkańców.